# Banda S
La banda S se define por un estándar IEEE para ondas de radio con frecuencias que van de 2 a 4 GHz, cruzando el límite convencional entre UHF y SHF a 3,0 GHz. Es parte de la banda de microondas del espectro electromagnético. La banda S es utilizada por radar meteorológico, radar de buques de superficie y algunos satélites de comunicaciones, especialmente los utilizados por la NASA para comunicarse con el transbordador espacial y la Estación Espacial Internacional. La banda corta de radar de 10 cm varía aproximadamente de 1,55 a 5,2 GHz.
La banda S es utilizada por radar meteorológicos, para transmitir en 4 MHz en 2 bandas por servidor Web por streaming de video y audio en VIVO y retransmitir el servidor Web en Banda C, para transmitir de cabecera por enlace internacional de fibra óptica más de 56.000 km y algunos son parte de satélites de comunicaciones; viaja entre la señal de repetidor comparado con banda KU.

## Comunicaciones por satélite
En los Estados Unidos, la FCC aprobó el servicio de radio digital de audio digital (DARS) basado en satélites que se transmite en la banda S de 2,31 a 2,36 GHz, actualmente utilizado por Sirius XM Radio. Más recientemente, ha aprobado para las porciones de la banda S entre 2,0 y 2,2 GHz la creación de redes de servicio móvil por satélite (MSS) en relación con los Componentes Terrestres Auxiliares (ATC). En la actualidad hay varias compañías que intentan desplegar estas redes, incluyendo ICO Satellite Management y TerreStar.
La gama de 2,6 GHz se utiliza para China Multimedia Mobile Broadcasting, una radio por satélite y un estándar de TV móvil que, al igual que con los sistemas propietarios en los EE. UU., es incompatible con los estándares abiertos utilizados en el resto del mundo.
En mayo de 2009, Inmarsat y Solaris Mobile (una empresa conjunta entre Eutelsat y SES, ahora EchoStar Mobile) recibieron una porción de 2 × 15 MHz de la banda S por la Comisión Europea. Las dos empresas tienen un plazo de dos años para comenzar a prestar servicios MSS paneuropeos durante 18 años. Las frecuencias asignadas son de 1,98 a 2,01 GHz para las comunicaciones Tierra-espacio y de 2,17 a 2,2 GHz para las comunicaciones espaciales a la Tierra. El satélite Eutelsat W2A lanzado en abril de 2009 y situado a 10 ° Este es actualmente el único satélite en Europa que opera con frecuencias de banda S.
En algunos países, la banda S se utiliza para la televisión por satélite Direct-to-Home (a diferencia de servicios similares en la mayoría de los países, que utilizan la banda Ku). La frecuencia típicamente asignada para este servicio es de 2,52 a 2,67 GHz (LOF 1.570 GHz).
IndoStar-1 fue el primer satélite de comunicaciones comerciales del mundo que utilizó frecuencias de banda S para radiodifusión (siendo pionero van der Heyden), que penetran eficientemente en la atmósfera y proporcionan transmisiones de alta calidad a antenas de 80 cm de diámetro pequeño en regiones que experimentan fuertes lluvias como Indonesia. Un rendimiento similar no es económicamente factible con sistemas de satélite DTH de banda K o C comparables, ya que se requiere más potencia en estas bandas para penetrar en la atmósfera húmeda.

## Otros usos
Equipos de red inalámbrica compatibles con los estándares IEEE 802.11b y 802.11g utilizan la sección de 2,4 GHz de la banda S. Algunos teléfonos inalámbricos digitales funcionan también en esta banda. Los hornos de microondas funcionan a 2495 o 2450 MHz. Las normas IEEE 802.16a y 802.16e utilizan una parte del rango de frecuencias de la banda S; Bajo los estándares WiMAX la mayoría de los vendedores están fabricando equipos en el rango de 3,5 GHz. El rango de frecuencia exacta asignado para este tipo de uso varía de un país a otro.
En América del Norte, 2.4-2.483 GHz es una banda ISM utilizada para dispositivos de espectro no autorizados tales como teléfonos inalámbricos, auriculares inalámbricos y remitentes de video, entre otros usos de electrónica de consumo, incluyendo Bluetooth que opera entre 2.402 GHz y 2.480 GHz.
Los operadores de radioaficionados y de aficionados por satélite tienen dos asignaciones de banda S, 13 cm (2,4 GHz) y 9 cm (3,4 GHz). Repetidores de televisión aficionados también operan en estas bandas.
Los radares de vigilancia de aeropuertos operan típicamente en el rango de 2700-2900 MHz.
Los aceleradores de partículas pueden ser alimentados por fuentes RF de banda S. Las frecuencias se normalizan a 2.998 GHz (Europa) o 2.856 GHz (US).
La red nacional de radar NEXRAD opera con frecuencias de banda S. Antes de la implementación de este sistema, las frecuencias de la banda C se usaban comúnmente para la vigilancia meteorológica.

## Comunicaciones ópticas banda S
La banda S se utiliza también en comunicaciones ópticas para referirse a la gama de longitud de onda de 1460 a 1530 nm.